# Sunża (Osetia Północna)
Sunża (ros. Сунжа) – wieś w Rosji, w Osetii Północnej, w rejonie prigorodnym. W 2010 liczyła 11 715 mieszkańców.